# Culicoides moreensis
Culicoides moreensis är en tvåvingeart som beskrevs av Lee och Reye 1955. Culicoides moreensis ingår i släktet Culicoides och familjen svidknott. Inga underarter finns listade i Catalogue of Life.